# Olympische Sommerspiele 2020/Teilnehmer (St. Kitts und Nevis)
| Gelbes Symbol für Goldmedaillen mit stilisierten Olympischen Ringen | Graues Symbol für Silbermedaillen mit stilisierten Olympischen Ringen | Braundes Symbol für Bronzemedaillen mit stilisierten Olympischen Ringen |
| ------------------------------------------------------------------- | --------------------------------------------------------------------- | ----------------------------------------------------------------------- |
| —                                                                   | —                                                                     | —                                                                       |

St. Kitts und Nevis nahm an den Olympischen Spielen 2020 in Tokio teil. Es war die insgesamt siebte Teilnahme an Olympischen Sommerspielen. Das St. Kitts and Nevis Olympic Committee nominierte zwei Athleten in der Leichtathletik.

## Teilnehmer nach Sportarten

### Leichtathletik
Laufen und Gehen 
| Athleten     | Wettbewerb | Vorrunde | Vorrunde | Runde 1 | Runde 1 | Halbfinale    | Halbfinale    | Finale        | Finale        | Rang          |
| Athleten     | Wettbewerb | Zeit     | Rang     | Zeit    | Rang    | Zeit          | Rang          | Zeit          | Rang          | Rang          |
| ------------ | ---------- | -------- | -------- | ------- | ------- | ------------- | ------------- | ------------- | ------------- | ------------- |
| Frauen       |            |          |          |         |         |               |               |               |               |               |
| Amya Clarke  | 100 m      | 11,67 s  | 3        | 11,71 s | 7       | ausgeschieden | ausgeschieden | ausgeschieden | ausgeschieden | ausgeschieden |
| Männer       |            |          |          |         |         |               |               |               |               |               |
| Jason Rogers | 100 m      | —        | —        | 10,21 s | 3       | 10,12 s       | 7             | ausgeschieden | ausgeschieden | ausgeschieden |